# Municipio de Edna (Minnesota)
El municipio de Edna (en inglés: Edna Township) es un municipio ubicado en el condado de Otter Tail en el estado estadounidense de Minnesota. En el año 2010 tenía una población de 897 habitantes y una densidad poblacional de 9,98 personas por km².

## Geografía
El municipio de Edna se encuentra ubicado en las coordenadas 46°35′30″N 95°42′50″O / 46.59167, -95.71389. Según la Oficina del Censo de los Estados Unidos, el municipio tiene una superficie total de 89.9 km², de la cual 67,62 km² corresponden a tierra firme y (24,78 %) 22,27 km² es agua.

## Demografía
Según el censo de 2010, había 897 personas residiendo en el municipio de Edna. La densidad de población era de 9,98 hab./km². De los 897 habitantes, el municipio de Edna estaba compuesto por el 96,54 % blancos, el 0,11 % eran afroamericanos, el 0,22 % eran amerindios, el 0,22 % eran asiáticos, el 0,22 % eran de otras razas y el 2,68 % eran de una mezcla de razas. Del total de la población el 2,56 % eran hispanos o latinos de cualquier raza.